# NPBI
NPBI staat voor Nederlandse Productielaboratorium Bloedtransfusieapparatuur en Infusievloeistoffen. Het bedrijf NPBI International vormde samen met B. Braun Medical BV uit Oss in 1996 een joint venture. Na de ontbinding van dit samenwerkingsverband maakt het bedrijf, onder de naam  Fresenius HemoCare Netherlands B.V. deel uit van het internationale, in Duitsland gevestigde, concern Fresenius Kabi AG. Het NPBI is een fabriek en een onderzoekslocatie voor medische apparatuur en accessoires in Emmer-Compascuum. 

## Geschiedenis
Het NPBI werd opgericht in 1979 vanuit het Centraal Laboratorium van de Bloedtransfusiedienst van het Nederlandse Rode Kruis. Na de ontbinding van de joint venture met B. Braun Medical B.V.  werd het NPBI onderdeel  van het Duitse Fresinius Kabi AG. Het NPBI was, na de sluiting  van de industriële fabrieken van Enka, de grootste werkgever van Emmer-Compascuum. Het NPBI maakt onder andere Leukocyterfilters, katheters, steriele vloeistoffen en bloedzaksystemen. De producten vinden wereldwijd afzet. In Nederland is Sanquin een grootafnemer.
In 2000 was het NPBI nummer 744 op de Quote 1000, een lijst van 1000 grootste Nederlandse bedrijven. In dat jaar genereerde het NPBI een omzet van 177 miljoen gulden.

## Werkgelegenheid in Emmer-Compascuum
In de zomer van 2000 werd de fabriek geconfronteerd met een massaontslag, toen de Duitse eigenaar de afdeling infuusvloeistoffen van de hand deed. In 2006 verdwenen nog eens 250 vaste banen en 150 uitzendkrachten in verband met de reorganisatie door het Duitse moederbedrijf. De reorganisaties vonden voornamelijk plaats in de productieafdeling. Een deel van de productie werd gestopt. Het andere deel werd verplaatst naar Tsjechië. Daarvoor in de plaats kwam een onderzoeksafdeling die andere locaties moet faciliteren. Er werd bij het NPBI veel in deeltijd gewerkt, voornamelijk door vrouwelijk personeel. Het ontslag trof dan ook vooral vrouwen.   
Sinds 2006 jaar gaat de vestiging in het Emmer-Compascuum door het leven als Fresenius HemoCare Netherlands B.V.